# العبور (مدينة)
العبور هي مدينة مصرية جديدة من مدن الجيل الثاني، تقع في محافظة القليوبية، وتتبع إدارياً لهيئة المجتمعات العمرانية الجديدة، أنشأت بقرار رئيس مجلس الوزراء رقم 1290 لسنة 1982، وكانت أراضيها سابقا قبل استصلاحها جزء من صحراء مركز الخانكة وتتميّز مدينة العبور بأن بها تقسيم عالي من الكفاءة فهي مدينة متكاملة فيها مناطق صناعية قريبة من المناطق السكنية، تضم المدينة السوق الرئيسي لمحافظات القاهرة الكبرى وهو سوق العبور ذلك السوق المتكامل للخضروات والأسماك والفواكه، كما تضم العديد من النوادي والمناطق الترفيهية.

## الجغرافيا

### الموقع
تقع مدينة العبور جغرافيا في محافظة القليوبية إحدى محافظات إقليم القاهرة الكبرى. من الكيلو 9 حتى الكيلو 15 وبعمق 7 كم يمين طريق القاهرة بلبيس الصحراوي ويحدها غربا طريق القاهرة بلبيس من الكيلومتر 4 جنوبا حتى الكيلومتر 16 شمالاً ويحدها من الجنوب طريق القاهرة– الإسماعيلية عند الكيلو متر 26. وتبلغ مساحة الكتلة العمرانية للمدينة 12.5 ألف وتبلغ المساحة الاجمالية 16 ألف فدان، من المنتظر أن يصل عدد السكان بالمدينة إلى أكثر من مليون نسمة عند اكتمال نموها. تضم المدينة عدة مستويات من المناطق السكنية فيها حي الفيلات وحي للشباب وحي آخر أقل في المستوى ولكن جميع الأحياء يربطهم رابط واحد وهو التخطيط الجيد للشوارع

## المخطط العام

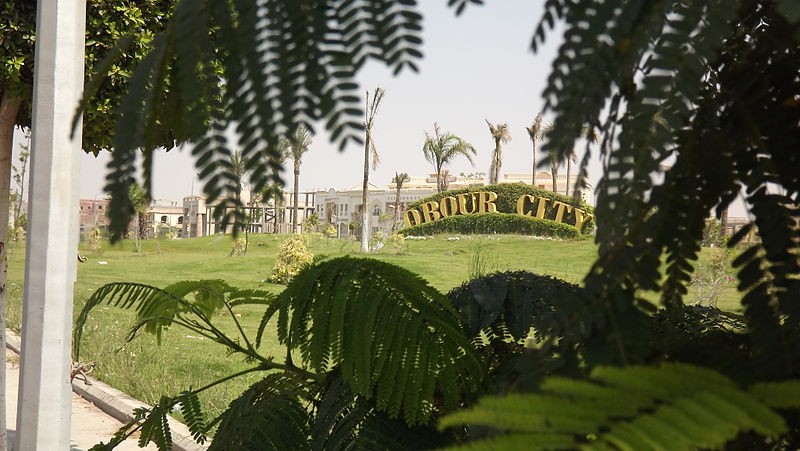
حدائق مدينة العبور

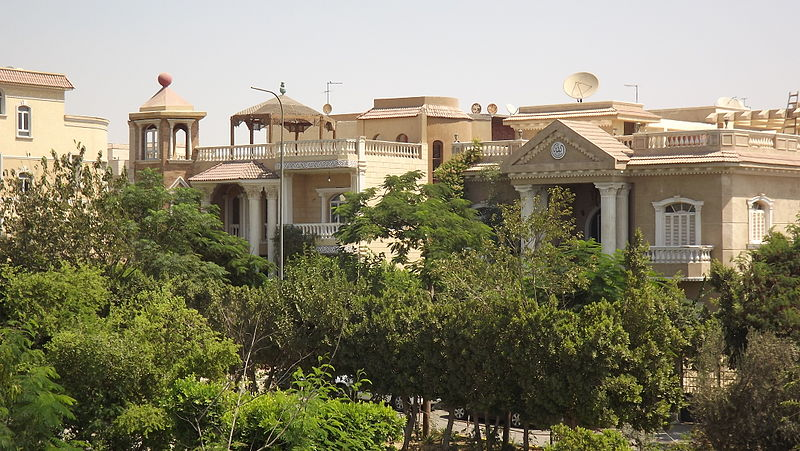
حدائق مدينة العبور

تبلغ مساحة النشاط السكني للمدينة 4.5 ألف فدان مقسمة إلى مجموعة من الأحياء تشتمل على جميع مستويات الإسكان (اقتصادي – متوسط – فوق متوسط – فاخر)، كما توفر الهيئة قطع الأراضي السكنية للأفراد وأيضا للشركات الاستثمارية والمنتجعات السكنية وكذلك المشروعات الرائدة مثل مشروع إسكان مبارك ومشروع إسكان جمعية المستقبل ومشروعات الإسكان الحر والإسكان العائلي، كما قامت الهيئة بإنشاء عدد 29987 وحدة سكنية منها عدد 12732 وحدة إسكان شباب ومستقبل، وذلك باستثمارات 791 مليون جنيه، كما قام القطاع غير الحكومي بإنشاء عدد 580.70 وحدة سكنية  وتبلغ مساحة النشاط الخدمي 3.2 ألف فدان حيث يوفر التخطيط الحضري للمدينة قطع أراضي للخدمات المختلفة (تعليمية – صحية – ثقافية – دينية – ترفيهية – تجارية) قامت الهيئة بإنشاء عدد 74 مبنى خدمي وذلك باستثمارات 322.5 مليون جنيه.

## الخدمات

### الصحة
تضم مدينة العبور العديد من المنشأت الصحية من أهمها:
- مستشفى العبور التخصصي.
- مستشفى الجمعية الشرعية للحروق والأورام.
- مستشفى جامعة عين شمس التخصصي بالعبور.[4]
- مستشفى تبارك للأطفال.

### التعليم
تضم مدينة العبور العديد من المنشأت التعلمية من أهمها:
- فرع جامعة عين شمس تقع في الحي التاسع وهو أحد أحياء الفيلات في مدينة العبور وجامعة عين شمس من أعرق جامعات مصر.
- فرع جامعة بنها اُفتتح سنة 2019، لتضم المدينة بذلك اثنين من أكبر جامعات إقليم القاهرة الكبرى وهما عين شمس وجامعة بنها.
- جامعة مصر الدولية.
- معاهد العبور
- جامعة بنها الأهلية

### الرياضة والترفيه
نادي رياضي متكامل وهو نادي سيتي كلوب ونادى العبور الرياضي الذي يتبع وزارة الشباب والرياضة كما أن بها مدينة جيرو لاند الترفيهية، نادي سيتي كلوب، ملاعب جولف – ملاهي جيرولاند الترفيهية 
- افتتح مؤخرا أيضا أحدث فروع الهايبر ماركت الشهير كارفور في مدينة العبور بجوار نادي سيتي كلوب في مدخل المدينة وتم إقامة مول تجاري وهو جولف سيتى مول وبه 9 قاعات عرض سينمائية والعديد من المحلات الكبيرة بجواره ومن الممكن أن ترى لافتة كارفور من طريق مصر الإسماعيلية الصحراوي.

وبجواره أيضا ملاهي الجولف

## البنية التحتية

### الطرق والمواصلات
تم تنفيذ شبكات طرق بطول 866 كم كما تم تنفيذ شبكات اتصالات بطول 832 كم وذلك باستثمارات 555.6 مليون جنيه 

### مياه الشرب والصرف الصحي
- تتغذى المدينة بمياه الشرب النقية من محطة التنقية الحالية بطاقة 660 ألف م3/يوم ومحطة آبار بطاقة 38 ألف م3 / يوم وتم تنفيذ شبكات المياه بطول 862 كم [3]
- تم تنفيذ بركة أكسدة بطاقة 5 آلاف م3/يوم، وجاري تنفيذ محطات رفع وخطوط طرد لنقل تصرفات المدينة على محطة معالجة الجبل الأصفر، كما تم تنفيذ شبكات الصرف الصحي بطول 562 كم وذلك باستثمارات 866.6 مليون جنيه لكلا من مياه الشرب والصرف الصحي [3]

### الكهرباء
تم تنفيذ شبكات الكهرباء بطول 4689 كم وذلك باستثمارات 705.5 مليون جنيه

## الاقتصاد
تعتبر مدينة العبور مدينة صناعية كبرى حيث تبلغ مساحة النشاط الصناعي بها 3.7 ألف فدان
المصانع المنتجة وعددها 432 باستثمارات قدرها 4.69 مليار جنيه وتوفر 34.4 ألف فرصة عمل
المصانع تحت الإنشاء وعددها 552 باستثمارات قدرها 1.2 مليار جنيه وثوفر 19.5 الف فرصة عمل
وتتمثل الأنشطة الصناعية بالمدينة في
صناعات هندسية وكهربائية- صناعات غذائية– خشبية وأثاث– بلاستيكية– ورقية– غزل ونسيج – مواد بناء– معدنية وميكانيكية –كيماوية وأدوية– ملابس جاهزة – متنوعة -
كما تقوم الهيئة بتوفير قطع أراضي صناعية وأراضي مخازن وورش صغيرة.
يشتمل على زراعة المسطحات الخضراء وتشجير الطرق وذلك باستثمارات 53.6 مليون جنية

## معرض الصور

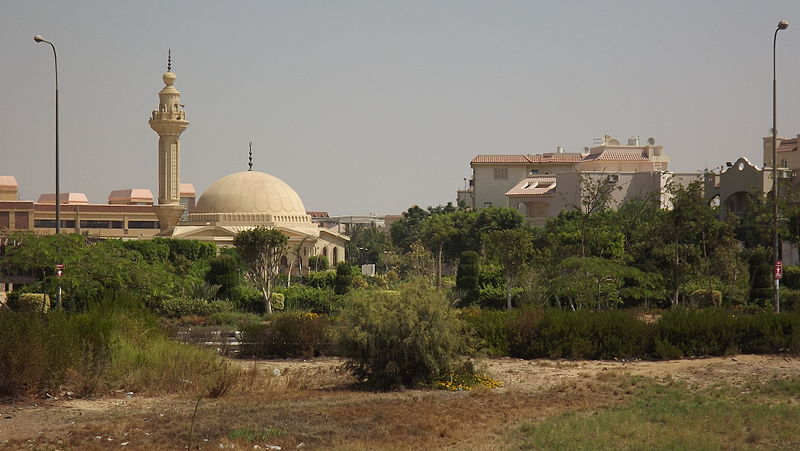
مسجد في العبور
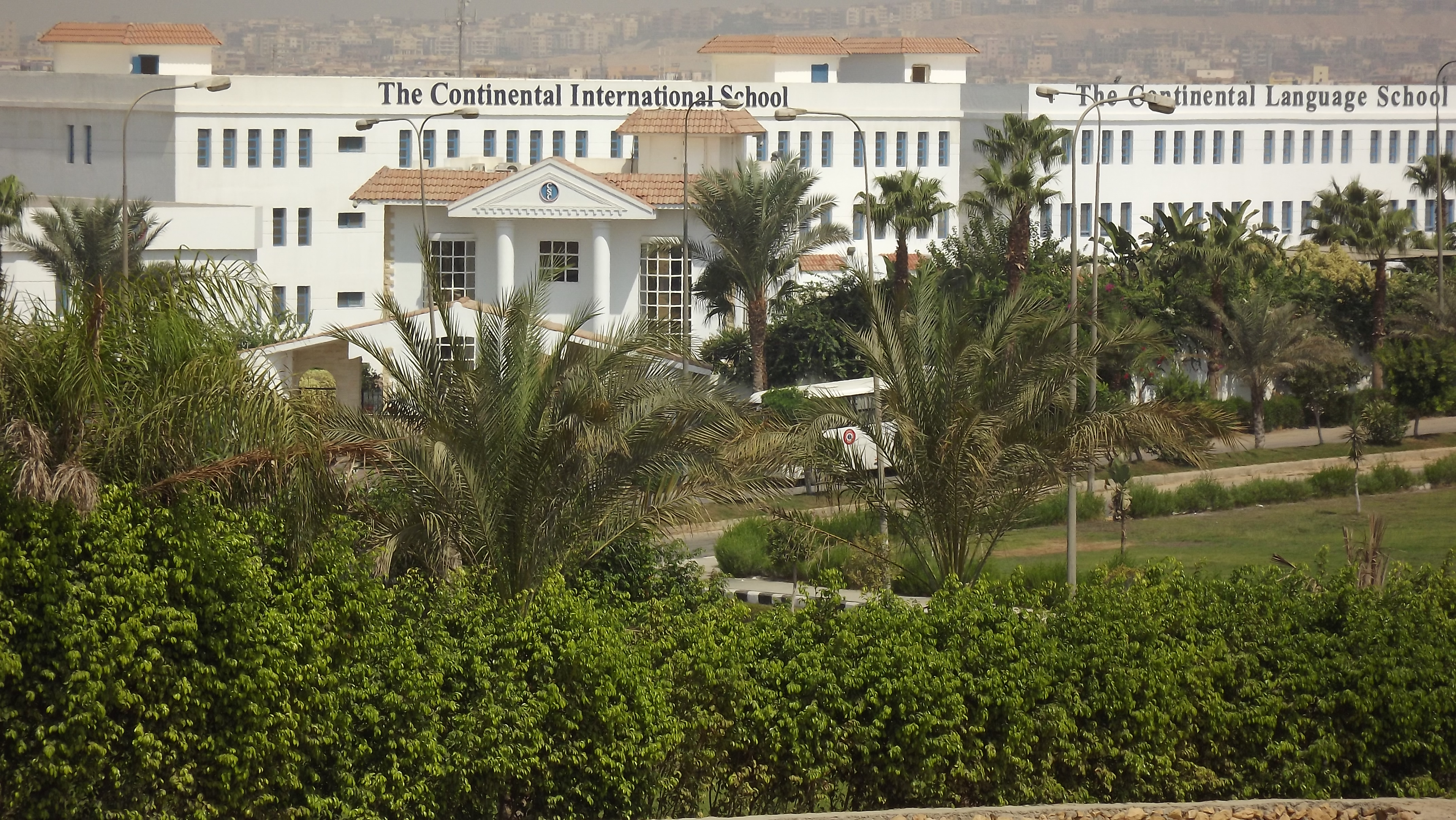
مدرسة الكونتننتال في العبور
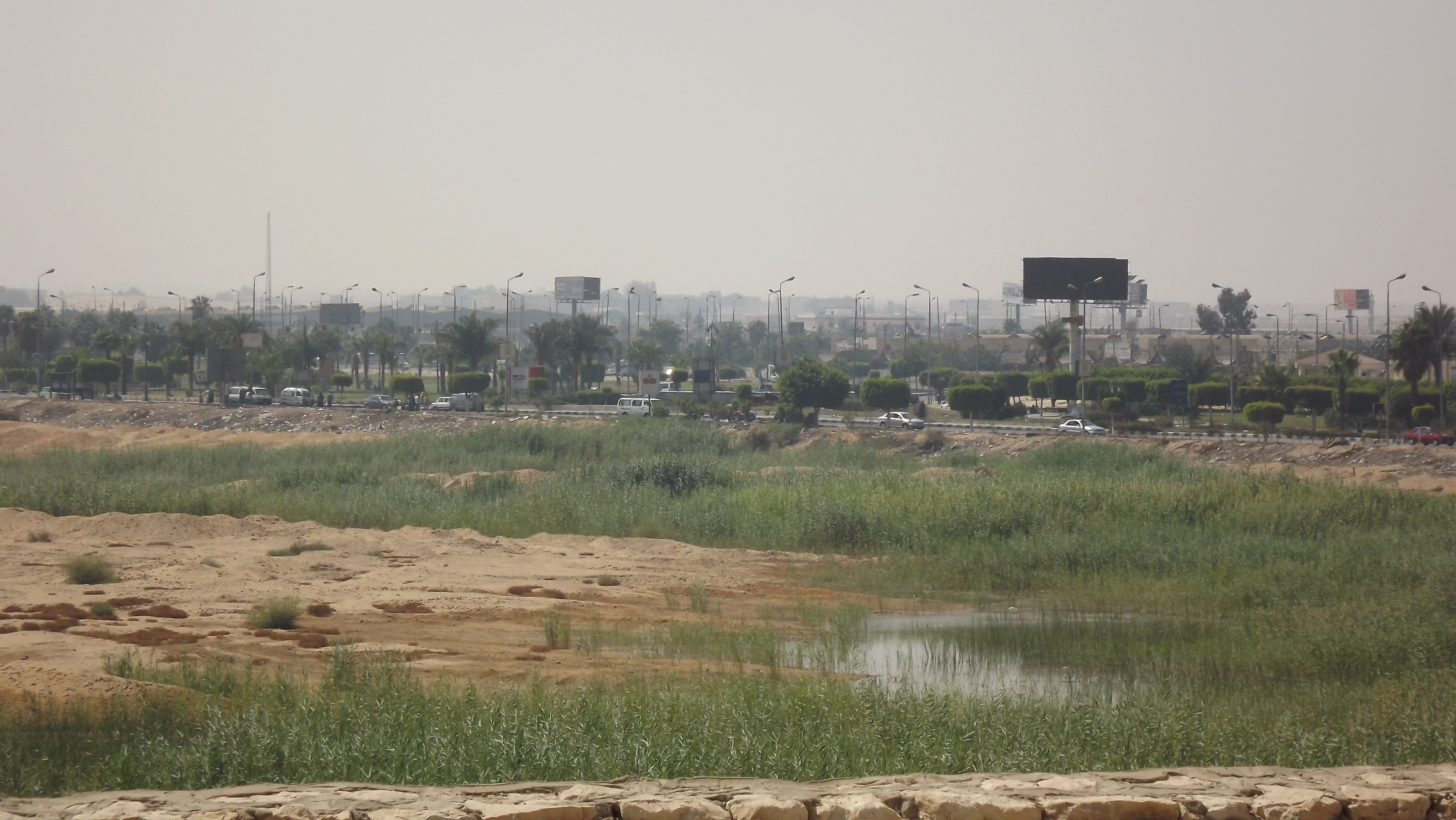
نباتات البوص ومستنقع ناتج عن المياه الجوفية في مدخل مدينة العبور
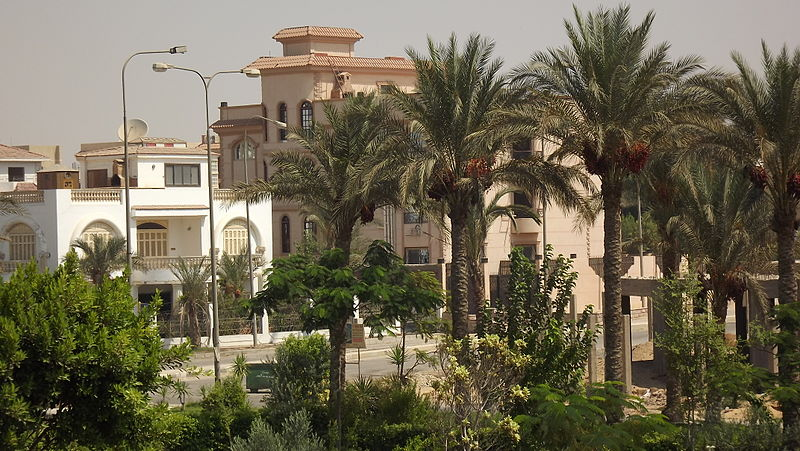
الاسكان الفاخر
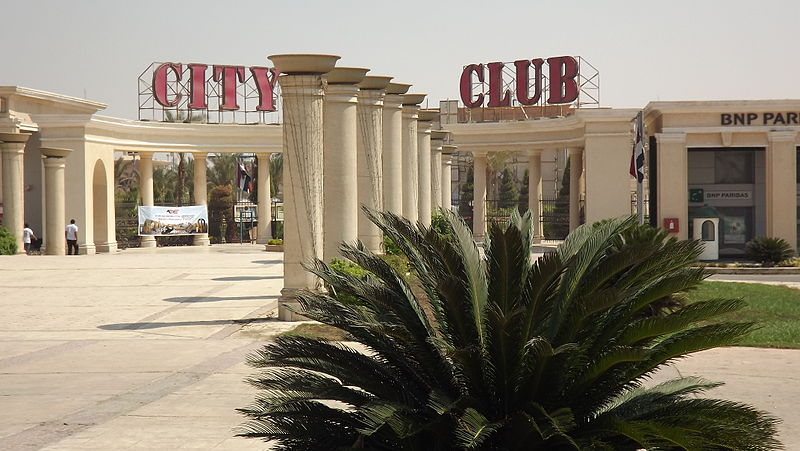
مدخل نادي "سيتي كلوب"
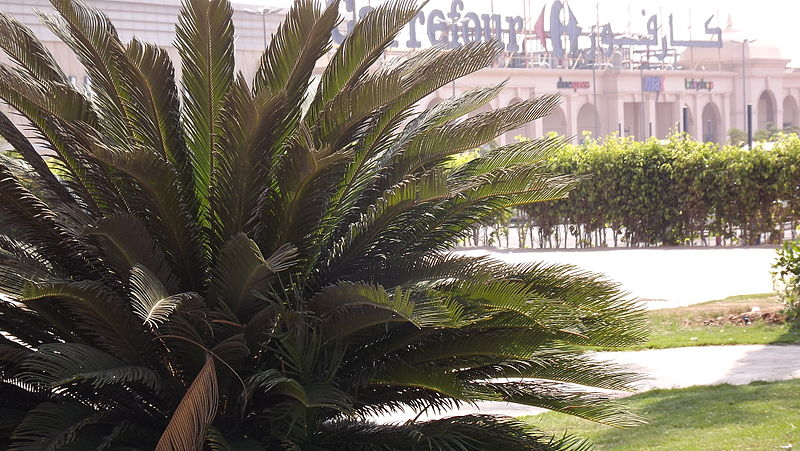
كارفور العبور
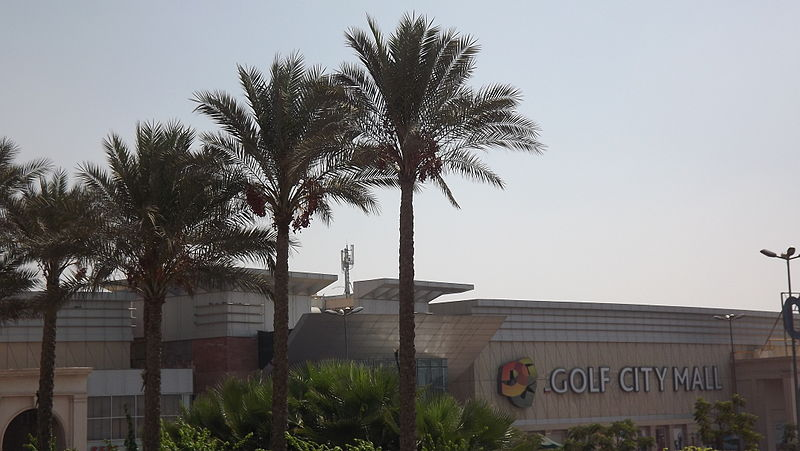
جولف سيتي مول
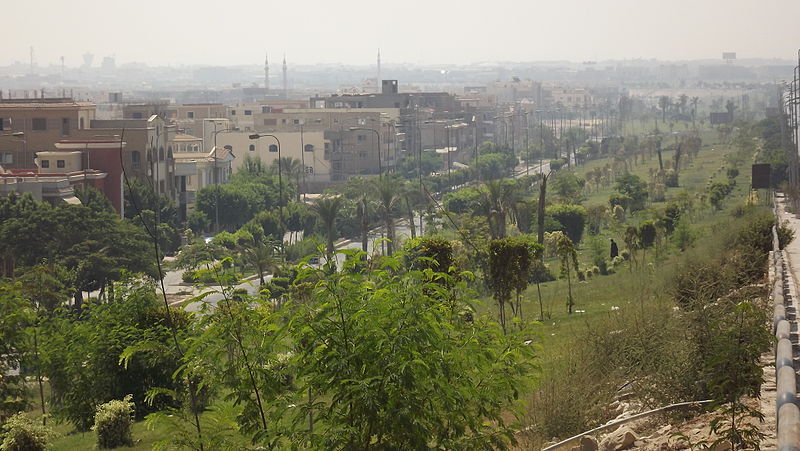
الحزام الأخضر بطول أكثر من 10 كيلومتر
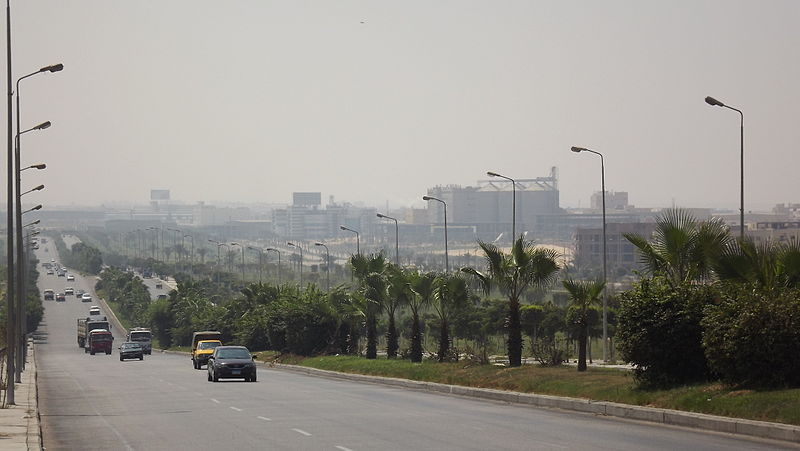
الطريق الرئيسي لمدينة العبور